# Seznam katoliških molitev
Seznam molitev pri rimokatoliških verskih obredih
- Angelovo češčenje
- Dobri Bog, hvala ti
- Duša Kristusova
- Gospod, usmili se
- Hvala ti, dobri Jezus
- Hvalite Gospoda, nebesa
- Jezus prišel(a) se k tebi
- Jezus verujem v te
- Litanije
- Magnifikat
- Marija
- Moj Bog, žal mi je, da sem grešil (Kesanje)
- O Gospa moja
- O Jezus, blagoslovi me
- O Jezus
- O Marija
- O, Bog kako si velik, dober, svet
- Oče naš
- Po pouku
- Po verouku
- Pod tvoje varstvo pribežimo
- Posvetitev Jezusovemu Srcu
- Posvetitev Marijinemu brezmadežnemu srcu
- Pred poukom
- Pred Veroukom
- Pri igri
- Pridi Sveti Duh
- Rožni venec
- Slava Očetu
- Spravna molitev
- Sveti angel, varuh moj
- Tebe ljubim, Stvarnik moj
- V imenu Očeta in Sina in Svetega Duha (Pokrižanje)
- Verujem (Apostolska veroizpoved)
- Verujem (Nicejsko-carigrajska veroizpoved)
- Za mamo in očeta
- Zdrava Marija